# Cydrela biunguis
Cydrela biunguis är en spindelart som beskrevs av Embrik Strand 1913. Cydrela biunguis ingår i släktet Cydrela och familjen Zodariidae. Inga underarter finns listade i Catalogue of Life.